# Tsvetan Veselinov
Tsvetan Veselinov (né le 27 avril 1947 à Sofia et mort le 25 février 2018) est un footballeur international bulgare. Il participe aux Jeux olympiques d'été de 1968, remportant la médaille d'argent avec la Bulgarie.

## Biographie

### En club
Tsvetan Veselinov joue de 1965 à 1975 dans l'équipe du PFK Levski Sofia.
Il dispute avec cette équipe trois matchs en Coupe d'Europe des clubs champions, trois matchs en Coupe de l'UEFA, et sept rencontres en Coupe des coupes. En Coupe de l'UEFA, il inscrit un doublé contre l'équipe roumaine de l'Universitatea Cluj en octobre 1972. En Coupe des coupes, il inscrit un but contre l'équipe islandaise d'ÍB Vestmannaeyja en août 1969, atteignant les quarts de finale de cette compétition en 1970.
Il remporte trois titres de champion de Bulgarie, et trois Coupes de Bulgarie.

### En équipe nationale
Tsvetan Veselinov reçoit six sélections en équipe de Bulgarie entre 1968 et 1971, inscrivant deux buts.
Il joue son premier match en équipe nationale le 2 octobre 1968, en amical contre le Ghana. La Bulgarie s'impose largement 10 buts à 0 dans la ville de León.
Il participe aux Jeux olympiques d'été de 1968 organisés au Mexique. Il joue trois matchs lors du tournoi olympique. Il marque un but contre le pays organisateur, puis inscrit le seul but de son équipe lors de la finale disputée contre la Hongrie (défaite 4-1).

## Palmarès

### équipe de Bulgarie
- Jeux olympiques de 1968 :
  -  Médaille d'argent.

### Levski Sofia
- Championnat de Bulgarie :
  - Champion : 1968, 1970 et 1974.
  - Vice-champion : 1966, 1969, 1971, 1972 et 1975.

- Coupe de Bulgarie :
  - Vainqueur : 1967, 1970 et 1971.
  - Finaliste : 1969 et 1974.